# Mauzoleum Bierbaumów w Szreniawie
Mauzoleum Bierbaumów – zabytkowe mauzoleum w Szreniawie

## Historia
Mauzoleum pierwszych właścicieli majątku, zbudowane najprawdopodobniej w 1860 r. na polecenie Hermanna von Bierbaum (ur. 1812), według projektu Martina Gropiusa, w kształcie wieży w stylu neogotyckim z czerwonej cegły i wstawkami ze sztucznego kamienia, usytuowane na piaszczystym wzgórzu na wysokości 118 m n.p.m., na terenie Wielkopolskiego Parku Narodowego. Znajduje się w zarządzie Muzeum Narodowego Rolnictwa i Przemysłu Rolno-Spożywczego w Szreniawie. Funkcjonuje jako punkt widokowy.

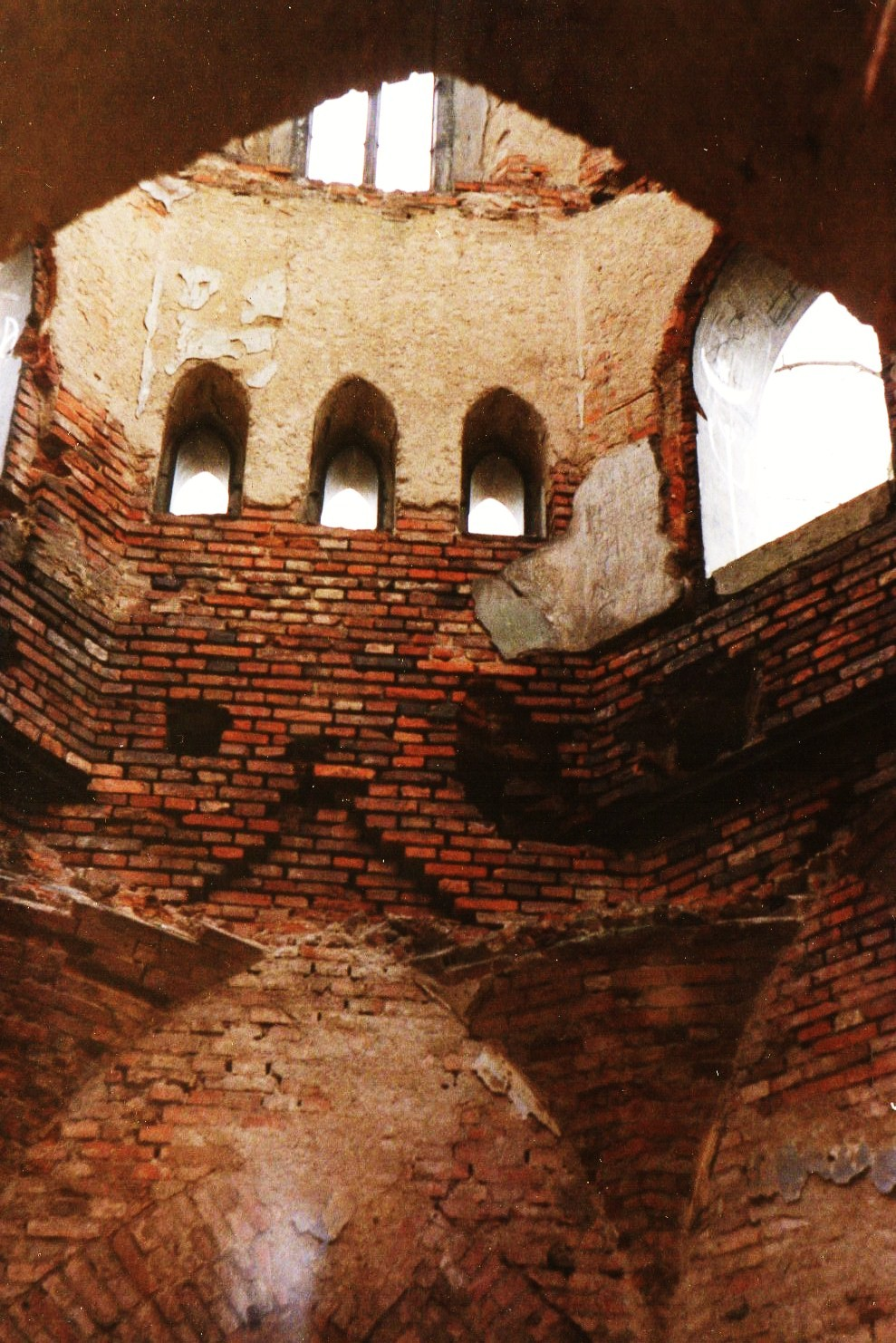
Ruina w 1993

## Charakterystyka
Główną część budowli stanowi wieża o wysokości 22 m, która u dołu ma kształt prostopadłościanu o podstawie kwadratu. Natomiast górna część zbudowana jest na planie ośmioboku. Ufundował ją najprawdopodobniej Leonhard Bierbaum, gdzie w kaplicy grobowej, w części parterowej wieży-mauzoleum, pochował swoją tragicznie zmarłą córkę. Nie wiadomo jednak, czy był to jedynie grobowiec. Prowadzące na górny taras schody, wskazują, iż mogła już w tamtych czasach służyć za punkt widokowy.
Od 1945 roku wieża popadała w ruinę. Z każdym rokiem wejście do środka stawało się coraz bardziej niebezpieczne. Na tarasie rosły kilkuletnie drzewa, których korzenie siały dalsze spustoszenie. W 1993 roku została ona wpisana do rejestru zabytków. Pod koniec lat 90. podjęto decyzję o jej wyremontowaniu. Od 2001 roku pełni funkcję stacji edukacyjnej Wielkopolskiego Parku Narodowego. Wewnątrz budynku znajduje się ekspozycja muzealna oraz fotorelacja z przebiegu prac remontowych. Wspinając się po 124 stopniach, dostaniemy się na taras widokowy, z którego rozpościera się widok na Poznań, a przy dobrej widoczności można dojrzeć także Górę Moraską. Obok wieży znajduje się symboliczny grób rodziny Bierbaumów z tablicą informacyjną. Główne wejście  ostrołukowym frontonie a nad nim  tympanon z herbami: von Bierbaum.
Krótko po zakończeniu II wojny światowej na terenie wokół mauzoleum dochodziło do nieznanej liczby egzekucji dokonywanych przez Służbę Bezpieczeństwa. Do mordów dochodziło dwa lub trzy razy w tygodniu. Doły, wkrótce po zabójstwach, zostały spenetrowane przez leśniczego z nadleśnictwa Ludwikowo (nieistniejącego) - Józefa Bujaka i dwóch robotników leśnych z Walerianowa - Ignacego i Jana Kujawów. Znaleziono wtedy m.in. zwłoki w habicie zakonnicy i w mundurze żołnierskim. Mimo nacisków na organizacje kombatanckie po 1989 nigdy nie doszło do próby ekshumacji ofiar.